# Contoocook River
Der Contoocook River ist ein rechter Nebenfluss des Merrimack River im US-Bundesstaat New Hampshire.

## Flusslauf
Der Contoocook River hat seinen Ursprung in den beiden kleinen Seen Pool Pond und Contoocook Lake. Von dort fließt er in nordnordöstlicher Richtung durch die Kleinstadt Jaffrey und weiter nach Peterborough und Hillsborough.
Kurz vor Hillsborough mündet der North Branch River, wichtigster Zufluss des Contoocook River, linksseitig in den Fluss.
Allmählich wendet sich der Fluss in Richtung Ostnordost und passiert die Orte Henniker und Contoocook. Zwischen diesen beiden Orten befindet sich dem Hochwasserschutz dienende Hopkinton-Damm.
Bis kurz vor Contoocook folgt der U.S. Highway 202 dem Flusslauf. Schließlich erreicht der Contoocook River bei Penacook, einem nördlichen Stadtteil von Concord, den Merrimack River.
Der Contoocook River hat eine Länge von 114 km. Er entwässert ein Areal von 1961 km².

## Gedeckte Brücken
Über den Contoocook River führen folgende gedeckte Brücken:
- Contoocook Railroad Bridge, ehemalige Eisenbahnbrücke in Contoocook, 1889 erbaut
- Rowell Covered Bridge, 1853 erbaut, unterhalb des Hopkinton-Damms

## Freizeit
Der Fluss eignet sich für Kanutouren und zum Fischen.

## Wasserkraftanlagen
Am Contoocook River befinden sich mehrere Wasserkraftwerke:
Wasserkraftwerke in Abstromrichtung:
- Monadnock Paper Mills (4 Anlagen mit insgesamt 1,9 MW zwischen Bennington und Antrim)
- Hillsborough Hosiery (1,2 MW)
- Hopkinton Dam (1 MW)
- Contoocook
- Rolfe Canal (4,3 MW)[5]
- Penacook Upper Falls (3 MW)
- Penacook Lower Falls (4,1 MW)